# Let 182 Sriwijaya Air
Let Sriwaijaya 182 (SJ182/SJY182) je bil redni notranji potniški let družbe Sriwijaya Air z letališča Soekarno-Hatta v Tangerangu do letališča Supadio v Pontianak na otoku Kalitman. 9. januarja 2021 je Boeing 737-524 izginil z radarja le 4 minute po vzletu. Preiskovalci so potrdili njegovo strmoglavljenje okrog 19 km (10 nmi) proč od letališča.
Iskanje se je pričelo takoj, največ so pri poročilih prispevali lokalni ribiči. Navkljub najdenim ostankom letala, delov potnikov in njihovih oblačil, iskanje celotnega letala še vedno poteka. Indonezijske oblasti naj bi že z pomočjo črne skrinjice pridobile zvočne posnetke iz pilotne kabine. 

## Časovnica leta
Letalo je vzletelo z mednarodnega letališča Soekarno Hatta blizu Tangeranga v provinci Banten ob 6:25 UTC oziroma 13:25 po lokalnem času. Na mednarodno letališče Supadio v Pontianaku bi moralo prispeti okrog 15. ure (po lokalnem času). Po odklopu letala z terminala 2D je vzletelo z piste 25R ob 14:36 (7:36 UTC). Zaradi večje zamude je bil predviden pristanek ob 15:50 (8:50 UTC).
Letalo se je povzpelo na 13.000 ft (4.000 m), ko je nenadoma strmoglavil v desno. Kontrolor zračnega prometa je to opazil in pričel z klici posadke, a se mu ta ni odzvala. Sledilo je strmoglavljenje z višine 3.300 m na višino 2.330 m. Štiri minute po vzletu je, po podatkih Flightradarja24 letalo padlo za 3.000 m v manj kot minuti. Spuščanje oz. strmoglavljenje je potekalo v 3 fazah. V prvi se je v približno 6 sekundah spustil za okrog 530 m, v drugi pa nadaljnjih 251 m v 2 sekundah. V tretji fazi se je spustil za približno 1.570 metrov v sedmih sekundah. Zaradi velikega nihanja hitrosti je letalo padalo različno hitro. Zadnja zabeležena višina je bila 76 m. Domnevno je letalo strmoglavilo v Javansko morje 19 kilometrov od letališča, blizu otoka Laki. Po podatkih kontrolorjev ni bilo nobenega klica v sili, prav tako let ni upošteval navodil pristojnih kontrolorjev.

## Letalo
Nesrečno letalo tipa Boeing 737 Classic z registrsko oznako PK-CLC (MSN 27323/2616), je bilo izdelano leta 1994. Pod oznako N27610 je bil dostavljen družbi Continental Airlines. Po združitvi Continentala in United Airlines, je prišlo letalo v last United Airlines. Leta 2012 je bilo, kot prvo izmed 15 737-500, prodanih letalski družbi Sriwijaya Air. Ta mu je nadela vzdevek Citra. 
Na krovu je bilo 62 ljudi, od tega 50 potnikov in 12 članov posadke (od tega 6 na poti). Vsi naj bi bili Indonezijci.

## Reševalno―iskalna akcija
O trku letala je poročalo več očividcev. Lokalni ribiči so poročali, da je letalo strmoglavilo zelo blizu njihovih lokacij. Pri tem so povedali, da je letalo eksplodiralo v zraku, v morje pa naj bi padli le deli letala. Zaslišali so tudi dve eksploziji. Prva poročila so bila objavljena okrog poldruge ure po lokalnem času. Vreme v času nesreče je bilo nestabilno in deževno.
Bagus Puruhito, letalski maršal in vodja Indonezijske državne agencije za iskanje in reševanje (BARSNAS), je sporočil, da je letalo strmoglavilo 11 navtičnih milj od letališča. Plovila Ministrstva za promet so poročala o ostankih in razbitinah, prav tako o plavajočih madežih kerozina. Globina kraja, kjer je letalo trčilo je okrog 15 -16 m. BARSNAS je nemudoma na prizorišče poslal večje število plovil (od tega 7 tudi indonezijska mornarica), medtem ko sta indonezijska nacionalna policija in Ministrstvo za promet vzpostavila krizna centra v pristanišču Tanjung Priok in na letališču Soekarno-Hatta.
Kmalu po začetku iskanja so sporočili, da ne najdejo piskov ELTja. V akcijo se je vključil tudi indonezijski Rdeči Križ, ki je v krizne centre napotil 50 prostovoljcev.  9. januarja zvečer so odkrili zasilno drčo in nekaj drugih ostankov letala. Iskalno akcijo je onemogočala slaba vidljivost.
10. januarja sta prometni minister in poveljnik indonezijskih oboroženih sil nadzorovala iskalno akcijo z krova ladje KRI John Lie. Prvič so zaznali signale z letala, s tem so bile natančno določene tudi koordinate letala. Na kraj so bile napotene 4 ekipe potapljačev, hkrati pa je mornarica na območje poslala 150 oseb in nekaj helikopterjev. Ob približno treh zjutraj je potapljaška ekipa KOPASKA našla prve razbitine letala. Na kraj nesreče je bilo s strani policije napotenih še 50 potapljačev, 4 helikopterji in eno letalo, skupaj z 192 policisti, ki so pomagali pri iskanju in organizaciji reševanja. Tako je bilo od 10. januarja za iskanje in reševanje letala zadolženih več kot 10 ladij. Do popoldneva so kljub slabemu vremenu uspeli obnoviti eno izmed letalskih turbin. Indonezijska mornarica je pogrešano letalo iskala z tremi metodami. Tako so z pomočjo sonarja in drugih metod našli več kosov pri otoku Laju, kjer je tudi puščalo gorivo.
Dan kasneje so zjutraj, ob 8. uri po lokalnem času odkrili dele trupel, ki so jih prepeljali v bolnišnico Kramat Jati. Popoldne so tudi našli več razbitin, med drugim dele telesa, koščke zaščitnih jopičev, dele trupa in uničeno platišče letala. Te so ležale na globini od 17 do 23 metrov. Na kraju nesreče so bili najdeni deli hidravličnega sistema, registrske številke in sedežna številka. Glede na razpršenost razbitin je bila hitrost ob trku zelo velika. Istega dne so tudi prvič zaznali ELT signal. Pozneje so našli še kolesa letala, raztrgano pločevino in otroške hlače.
Do večera so tako skupaj iz vode rešili 16 velikih delov letala, od tega ena turbina. Odkrili so tudi vsaj 10 delov teles. KRI John Lie je zaznal signale snemalnikov, ki so bili med seboj oddaljeni vsaj 200 metrov. Istega dne je NTSC prepoznala več kosov razbitin, od tega vrata letala, GPS oddajnik, radiovišinomer in dele repnega stabilizatorja.

## Preiskava
Z pomočjo BARSNAS je bil nenudoma obveščen NTSC. Ta je le dan po nesreči v sodelovanju z BTSC pričel z iskanjem zapisnikov letala. Tiskovni predstavniki Ministrstva za promet so potrdili posamezne nepravilnosti, predvsem skrenitev s poti proti SZ. Letalo je vzletelo z letenjem po inštrumentih, prav tako mu je bil dovoljen dvig na 8.800 m. To so kontrolorji opazili in pozvali letalo, a niso dobili odgovora. Nekaj sekund kasneje je letalo izginilo z radarjev.
Direktor Sriwijaya Aira je zagotovil, da je bila kondicija letala odlična in da je bil let prestavljen zaradi slabega vremena in ne zaradi tehnične okvare. Letalo je bilo v dobri kondiciji, čeprav je indonezijski letalski strokovnjak zatrdil, da je lahko prišlo do nenadne kritične napake. 10. januarja so preiskovalci pridobili potovalne podatke, posnetke pogovorov z kontrolorji leta ter posnetke pogovorov pilotov z kontrolorji. Analiza indonezijskega inštituta za aeronavtiko in vesolje (LAPAN) je pokazala, da v času nesreče ni bilo ekstremnih vremenskih razmer. Isto so pokazale tudi satelitske slike. Okrog 11:00 so se na območju pojavile konvekcijske padavine, ki pa je ponehal približno ob času vzleta. Potrdili so tudi prisotnost zmernih do močnih območnih padavin. Kasneje so se na podlagi zadrževanja kumulonimbusov pojavile špekulacije o močni turbulenci. Vidnost naj bi bila okrog 2 kilometra.